# FADEC
FADEC is een acroniem afkomstig uit de luchtvaart. Het is de afkorting van Full Authority Digital Engine Control, en slaat op digitale elektronische regelapparatuur die volledig zelfstandig de regeling van vliegtuig- en helikoptermotoren uitvoert. Zowel zuigermotoren als straalmotoren worden voorzien van FADEC.
Het voornaamste doel van een dergelijk systeem is om de motoren in alle omstandigheden zo efficiënt mogelijk te laten werken. Dit komt het brandstofverbruik en de levensduur van de motoren ten goede.
De regeling van de motoren gebeurde traditioneel door de piloot of door een boordingenieur, die de parameters van de motor vanuit de cockpit instelde met behulp van een aantal knoppen en hendels. Met FADEC gebeurt dit door een digitale regelaar, de ECU (Electronic Control Unit) die uitgerust is met een microprocessor. De ECU ontvangt continu van een aantal sensoren gegevens over onder meer temperaturen en drukken in de motor. Ook de stand van de gashendel is een input voor de regelaar. Het controleprogramma in de ECU verwerkt deze gegevens en met de resultaten daarvan stuurt de regelaar de motorparameters aan.
FADEC verlicht dus de werklast van de piloot; deze kan trouwens niet meer ingrijpen in de controle van de motoren (daarom is het "full authority"). Voor de veiligheid is het uiteraard essentieel dat FADEC zo betrouwbaar mogelijk is; als het systeem uitvalt, valt ook de motor uit. Een FADEC-systeem is voorzien van ingebouwde redundantie: er zijn minstens twee ECU's, die elk afzonderlijk kunnen functioneren. Ook de sensoren zijn dubbel uitgevoerd. De software in de regelaar moet fouttolerant zijn. Voor de energievoorziening moet er een back-up systeem zijn dat onafhankelijk werkt van de primaire voeding.